# Pasjača plaža
Pasjača plaža je majhna, skrita peščena plaža v Konavalah na jugu Hrvaške. Nahaja se pod Konavelskimi pečinami, kjer se sreča z Jadranskem morjem in tvori ozek peščeno-kamnit obalni pas edinstvene in čudovite lepote.

## Galerija
- Konavoske pečine s Pasjačo plažo v ozadju
- Pogled na plažo z zraka
- Parkirišče
- Pogled z ozke , ki vodi navzdol proti plaži